# Pentagonicini
Pentagonicini es una tribu de coleópteros adéfagos de la familia Carabidae. 

## Géneros
Tiene los siguientes géneros:
- Aeolodermus
- Homethes
- Parascopodes
- Pentagonica
- Scopodes